# Sergio Pitol
Sergio Pitol Deméneghi (18. března 1933 Puebla – 12. dubna 2018 Xalapa) byl mexický spisovatel, překladatel a diplomat. V roce 2005 získal Cervantesovu cenu, nejprestižnější literární ocenění ve španělsky mluvícím světě.

## Život
Jeho rodina měla italské kořeny. Narodil se v mexickém státě Puebla, ale dětství strávil v Ingenio de Potrero, provinčním městě ve státě Veracruz. Jeho matka zemřela, když mu byly čtyři roky. Tehdy Pitol také onemocněl malárií, kvůli níž byl upoután na lůžku až do 12 let věku. Vychovala ho jeho babička. V roce 1950 odešel do Ciudad de México a vystudoval zde právo a literaturu na Mexické národní autonomní univerzitě. V roce 1960 vstoupil do diplomatických služeb mexického státu a několik let působil jako kulturní atašé v Římě, Bělehradě, Varšavě, Paříži, Pekingu, Moskvě, Praze, Budapešti a Barceloně. V letech 1983–1988 pak působil jako velvyslanec v Československu. V 90. letech se vrátil do Mexika, od roku 1993 žil v Xalapě, hlavním městě státu Veracruz, kde učil na Universidad Veracruzana. Poslední roky života bojoval s progresivní afázií, která mu bránila psát i mluvit. Zemřel v Xalapě ve věku 85 let.

## Dílo
Z jeho prozaického díla je nejvíce oceňována tzv. karnevalová trilogie tvořená romány El desfile de amor (Přehlídka lásky), Domar a la divina garza (Zkrotit božskou volavku) a La vida conyugal (Manželský život). Sbírka povídek Vals de Mefisto získala cenu Xaviera Villaurrutii, jedno z nejprestižnějších mexických literárních ocenění. Esejistické práce jsou silně memoárové, ovlivněné cestami po světě a obsahují i analýzy děl Pitolových oblíbených autorů. Jedno z těchto esejisticko-memoárových děl, Umění fugy, vyšlo v roce 2010 česky. Krom vlastních textů také překládal z angličtiny, polštiny, italštiny a ruštiny, díla autorů jako byli Jerzy Andrzejewski, Jane Austenová, Giorgio Bassani, Kazimierz Brandys, Anton Čechov, Joseph Conrad, Witold Gombrowicz, Henry James nebo Vladimir Nabokov.

### Romány
- El tañido de una flauta (1972)
- Juegos florales (1982)
- El desfile del amor (1984)
- Domar a la divina garza (1988)
- La vida conjugal (1991)

### Povídky
- Tiempo cercado (1959)
- Infierno de todos (1964)
- Los climas (1966)
- No hay tal lugar (1967)
- Del encuentro nupcial (1970)
- Nocturno de Bujara (1981)
- Vals de Mefisto (1984)
- El relato veneciano de Billie Upward (1992)
- Todos los cuentos (1998)
- El oscuro hermano gemelo y otros relatos (2004)
- Los mejores cuentos, presentación de Enrique Vila-Matas (2005)

### Eseje
- El arte de la fuga (1996)
- El viaje (2000)
- El mago de Viena (2005)

## České překlady
- Umění fugy (El arte de la fuga; Praha, Dauphin, 2010)